# Funció holomorfa

Una graella rectangular (a dalt) i la seva imatge sota l'efecte d'una transformació conforme f (a sota).

Les funcions holomorfes són l'objecte central d'estudi de l'anàlisi complexa; són funcions definides en un subconjunt obert del pla complex {\displaystyle \mathbb {C} } amb valors a {\displaystyle \mathbb {C} } que són complexament diferenciables en tots els punts. Això és una condició molt més forta que la diferenciabilitat real i implica que la funció és infinitament diferenciable i es pot descriure per la seva sèrie de Taylor. El terme funció analítica és utilitzat sovint com a sinònim de "funció holomorfa". Una funció que és holomorfa en tot el pla complex s'anomena funció entera. La frase "holomorfa en un punt a" significa que no només és diferenciable en a, sinó que és diferenciable en tot un disc obert centrat en a en el pla complex. Biholomorfa és una funció holomorfa bijectiva amb una funció inversa també holomorfa. La paraula "holomorfa" deriva del grec "holos" que significa "sencer" i "morphe" que significa "forma" o "aparença".

## Definició
Si U és un subconjunt obert de {\displaystyle \mathbb {C} } i {\displaystyle f:U\rightarrow \mathbb {C} } és una funció, diem que {\displaystyle f} és "complexament diferenciable" en el punt {\displaystyle {z}_{0}} de {\displaystyle U} si existeix el límit
{\displaystyle f'(z_{0})=\lim _{z\rightarrow z_{0}}{f(z)-f(z_{0}) \over z-z_{0}}}.
El límit aquí es pren sobre totes les successions de nombres "complexos" tendint a {\displaystyle {z}_{0}}, i per a totes aquestes successions el quocient diferencial ha d'aproximar-se al mateix nombre {\displaystyle f'({z}_{0})}. Intuïtivament, si {\displaystyle f} és complexament diferenciable en {\displaystyle {z}_{0}} i ens aproximem a {\displaystyle {z}_{0}} des de la direcció {\displaystyle r}, aleshores les imatges s'aproximaran a {\displaystyle f({z}_{0})} des de la direcció {\displaystyle f'({z}_{0})\cdot r}, on l'últim producte és la multiplicació de nombres complexos. Aquest concepte de diferenciabilitat comparteix certes propietats amb la diferenciabilitat real: que són linealitat i obeeix les regles del producte, del quocient i de la cadena.
Si {\displaystyle f} és complexament diferenciable en "tots" els punts {\displaystyle {z}_{0}} en {\displaystyle U}, diem que {\displaystyle f} és "holomorfa en {\displaystyle U}". Diem que {\displaystyle f} és holomorfa en el punt {\displaystyle {z}_{0}} si és holomorfa en un entorn de {\displaystyle {z}_{0}}. Diem que {\displaystyle f} és holomorfa en un conjunt no obert {\displaystyle A} si és holomorfa en un conjunt obert que conté a {\displaystyle A}
Una definició equivalent és la següent. Una funció complexa {\displaystyle f(x+iy)=u+iv} és holomorfa si i només si satisfà les equacions de Cauchy-Riemann i {\displaystyle u} i {\displaystyle v} tenen les primeres derivades parcials contínues respecte a {\displaystyle x} i {\displaystyle y}.

## Exemples
Totes les funcions polinòmiques en {\displaystyle v} amb coeficients complexos són holomorfes en {\displaystyle \mathbb {C} }, i també ho són el sinus, el cosinus i la funció exponencial.
(De fet les funcions trigonomètriques estan molt relacionades amb la funció exponencial i poden ser definides a partir d'aquesta utilitzant la fórmula d'Euler).
La branca principal de la funció logarítmica és holomorfa en el conjunt {\displaystyle \mathbb {C} -\{z\in \mathbb {R} :z\leq 0\}}. La funció arrel quadrada es pot definir com
{\displaystyle {\sqrt {z}}=e^{{\frac {1}{2}}\ln z}}
i per tant és holomorfa a tot arreu on ho sigui el logaritme {\displaystyle \ln(z)}. La funció {\displaystyle {\frac {1}{z}}} és holomorfa en {\displaystyle \{z:z\neq 0\}}.
Exemples típics de funcions que no són holomorfes són la conjugació complexa i prendre la part real.

## Propietats
Ja que la diferenciació complexa és lineal i obeeix les regles del producte, el quocient i de la cadena, les sumes, productes i composicions de funcions holomorfes són holomorfes, i el quocient de dues funcions holomorfes és holomorfa a tot arreu on el denominador no sigui zero.
Tota funció holomorfa és infinitament diferenciable en tots els punts. Coincideix amb la seva pròpia sèrie de Taylor i la sèrie de Taylor convergeix en tots els discs oberts inclosos en el domini U. Les sèries de Taylor poden convergir en un disc més gran; per exemple, la sèrie de Taylor del logaritme convergeix en tots els discs que no continguin el 0, fins i tot a prop de la línia real negativa. Veure les funcions holomorfes són analítiques per a la demostració.
Si s'identifica {\displaystyle \mathbb {C} } amb {\displaystyle \mathbb {R} ^{2}}, aleshores les funcions holomorfes coincideixen amb aquelles funcions {\displaystyle \mathbb {R} }-diferenciables de dues variables reals que compleixen les equacions de Cauchy-Riemann, un conjunt de dues equacions diferencials en derivades parcials.
A prop dels punts de derivada diferent de zero, les funcions holomorfes són conformes en el sentit que preserven els angles i la forma (però no la mida) de figures petites.
La fórmula integral de Cauchy afirma que tota funció holomorfa en un disc està completament determinada pels seus valors en la frontera del disc.
Des d'un punt de vista algebraic el conjunt de les funcions holomorfes en un conjunt obert és un anell commutatiu i un espai vectorial complet. De fet, és un espai vectorial topològic localment convex, amb la seminorma del suprem en conjunts compactes.

## Diverses variables
Una funció analítica complexa de diverses variables complexes es defineix com a analítica i holomorfa en un punt si es pot estendre localment (en un producte cartesià de discs, centrats en aquest punt) a una sèrie de potències convergent en les variables. Aquesta condició és més forta que les equacions de Cauchy-Riemann; de fet es pot afirmar que:
Una funció de diverses variables complexes és holomorfa si i només si satisfà les equacions de Cauchy-Riemann i és localment de quadrat integrable.

## Extensió a l'anàlisi funcional
El concepte de funció holomorfa es pot estendre als espais de dimensions infinites de l'anàlisi funcional. L'article de la derivada de Fréchet revisa el concepte de funció holomorfa en un espai de Banach.

## Terminologia
El terme "holomorf" va ser introduït pels deixebles de Cauchy, Briot (1817–1882) i Bouquet (1819–1895), i deriva del grec ὅλος (holos) que significa "tot sencer", i μορφή (morfē) que significa "forma" o "aparença".
Avui, la majoria de matemàtics prefereixen el terme "funció holomorfa" a "funció analítica", ja que aquest últim és un concepte més general. Això també és perquè un resultat important de l'anàlisi complexa és que tota funció holomorfa és analítica complexa, un fet que no se succeeix directament de les definicions. El terme "analític" és de tota manera encara àmpliament utilitzat.